# Monsieur B (auteur)
Cet article concerne l'auteur de bande dessinée français. Pour l'acteur québécois ayant joué dans des annonces publicitaires de Bell, voir Benoît Brière.
Bertrand Marceau, dit Monsieur B., né le 2 février 1966 en Seine-Saint-Denis, est un scénariste-illustrateur français de bande dessinée et d'animation.

## Biographie
Après un bac scientifique, Monsieur B. est diplômé en expression visuelle (EFET) et en animation (CFT Gobelins). Il débute en 1989 en tant qu’assistant réalisateur à France Animation ; il participe à Croc-Blanc, Le cinquième mousquetaire.
En 1993 paraît son premier ouvrage : 80 les années compèt, chez l'éditeur La Sirène.
Parallèlement à son travail sur les bandes dessinées, il revient en 1996 vers l’animation en scénarisant plusieurs épisodes de dessin animé.
Auteur de nombreux textes, il est notamment connu pour avoir écrit les séries "La vérité sur" (plus de 40 albums entre 1999 et 2011), "Yoman" (5 albums entre 2001 et 2004), "Histoires de mecs et de nanas" (2 albums en 2009),, "Comment..." (7 albums en 2024)...
Monsieur B. est l'illustrateur du conte musical collectif pour enfants sorti en 2017 L'école des fables, auquel participent Axel Bauer et Jean-Louis Aubert, entre autres.

## Publications
Depuis les années 2000, les illustrations de bandes dessinées, et plus rarement les scénarios de celles-ci, se répartissent entre des séries et des one shots.
Antérieurement, Monsieur B. participait, par ses planches et couvertures, à des ouvrages souvent collectifs (voir le Titre "Participations").

### Séries
En 25 ans, entre 1999 (La vérité sur...) et 2024 (Comment...), Monsieur B. a travaillé avec les bulles de onze séries dont les plus connues, outre La vérité sur..., sont Nous te souhaitons..., Yoman et Al la Science. Toutes les séries illustrées sont présentées ci-après.

#### Série Comment...
La dernière série de Monsieur B. est dénommée Comment... . Il s'agit d'un ensemble de guides tête-bêche donnant des conseils, humoristiques ou raisonnables, sur des sujets de préoccupation de la vie en société (vie de couple, vie amoureuse, vie scolaire) avec des clefs d'épanouissement et d'adaptation du comportement,.

#### SérieEn mode collège
Parue en 2016 et 2017, la série En mode collège est un ensemble de trois ouvrages humoristiques sur la problématique de survie en milieu scolaire inconnu (l'entrée en 6e et en 5e) dont les scénarios, comme les images, sont de Monsieur B. ,.

#### Série... & moi
Il s'agit d'une série de quatre bandes dessinées sortie en 2012 au format 10x15 chez Glénat, traitant des rapports hommes-femmes, des réseaux sociaux... Monsieur B. en est à la fois scénariste et dessinateur,.

#### SérieLa vérité sur...
La série La vérité sur... est une série de plus de 40 albums. Un dessin simple à l'humour décalé prend le contre-pied et illustre par l'absurde une phrase, maxime ou cliché communément admis,.

#### SérieNous te souhaitons...
La série de 4 albums Nous te souhaitons porte son regard humoristique sur quelques événements marquants pour chacun dans sa vie quotidienne (retraite, anniversaire, vacances),. 

#### SérieToi & Moi et ma conscience
Série en triptyque, en trois tomes et avec trois personnages, Toi & Moi et ma conscience décrypte les rapports hommes-femmes au travers du troisième intervenant : la conscience,.

#### SérieHistoires de mecs et de nanas
Histoires de mecs et de nanas présente l'histoire croisée de Romano, recherchant la femme "canon", et de Juliette, idéalisant son prince charmant,.

#### SérieYoman
Ecrite et dessinée par Monsieur B., la série jeunesse Yoman est une bande dessinée constituée d'histoires humoristiques courtes et remplie de conseils. Son jeune héros, Yohan dit Yoman, présente, à travers ses aventures quotidiennes, le langage et la vie de la cité (le skate, les copines, les copains, le rap et les tags),.

#### SérieAl la science
Cette série de Monsieur B. est le pendant de Yoman : Al, dit Al la science, camarade de classe de Yoman, en est, par ses centres d'intérêt, l'exact opposé,.

#### SérieGuides de A à Z
Les Guides de A à Z constituent une série de type Bande dessinée sur des sujets du quotidien comptant 51 albums répertoriés ; Monsieur B. a assuré les dessins pour 4 d'entre eux,. 

#### SérieLa Bibliothèque du petit coin
Le bouquin du petit coin est un ouvrage généraliste annuel, paru entre 2009 et 2016, traitant de sujets curieux ou insolites ; L'éphéméride du petit coin, paru entre 2014 et 2022, fait découvrir au lecteur une histoire surprenante et authentique par jour,. 

### One shots(ouvrages un volume)
Le conte musical pour enfants L'école des fables, sorti en 2017 et, deux ans plus tard, Cervocomix ainsi que sa traduction espagnole Cerebrómic, une présentation ludique du fonctionnement du cerveau, figurent parmi les albums one shots les plus significatifs de Monsieur B. scénariste et dessinateur. 
Sortie en 2006, la bande dessinée Madame Sarfati représente le personnage imaginé pour la scène par Élie Kakou ; co-écrite par Xavier Cucuel, Brigitte Kakou (la sœur d'Élie) et Monsieur B., elle reprend scrupuleusement chacun des sketchs de ce personnage truculent,

### Participations
Dans les années 1990, Monsieur B. est dessinateur de nombreux ouvrages. Parmi ceux-ci, 80 les années compèt édité chez La Sirène, Sonic Adventures en 1994 avec Smoldo chez SEGA/La Sirène et en 1996, Tranches de surf chez Kraken. Puis, en 1997 et 1998, avec la maison d'édition Vents d'Ouest, il illustre nombre d'ouvrages tels Marc Lapraline, Ras l’bol de l’informatique, Ras l’bol des études ou Le Guide de la Trentaine,.

## Animation
Depuis 1996, tout en continuant à écrire et à dessiner pour la bande dessinée, Monsieur B. se tourne vers l’animation en scénarisant plusieurs épisodes de dessin animé, avec à son actif onze épisodes pour la série Professeur Iris (Plan Large) en 1998 et sept épisodes pour la série La Dernière Réserve (Marina Productions) en l'an 2000.
Plus récemment, il scénarise cinq épisodes pour la série Taffy (Cyber Group Studios), en 2022, et un épisode de la série Pirate Academy (ON Entertainment), en 2024.